# Padri e figli nell'Europa medievale e moderna
Padri e figli nell'Europa medievale e moderna (L’Enfant et la vie familiale sous l'Ancien Régime) è un saggio dello storico francese Philippe Ariès, nel quale l'autore, utilizzando fonti letterarie e iconografiche, restituisce una dimensione fondamentale dell'Europa medioevale e moderna, attraverso lo studio dell'infanzia, dell'abbigliamento, dei giochi e delle istituzioni scolastiche.
Il saggio, originariamente pubblicato a Parigi da Seuil nel 1960 è stato tradotto in italiano da Laterza nel 1968.

## Edizioni
Philippe Ariès, Padri e figli nell'Europa medievale e moderna, Bari, Laterza, 2002, ISBN 978-88-420-4372-0.